# ランビック

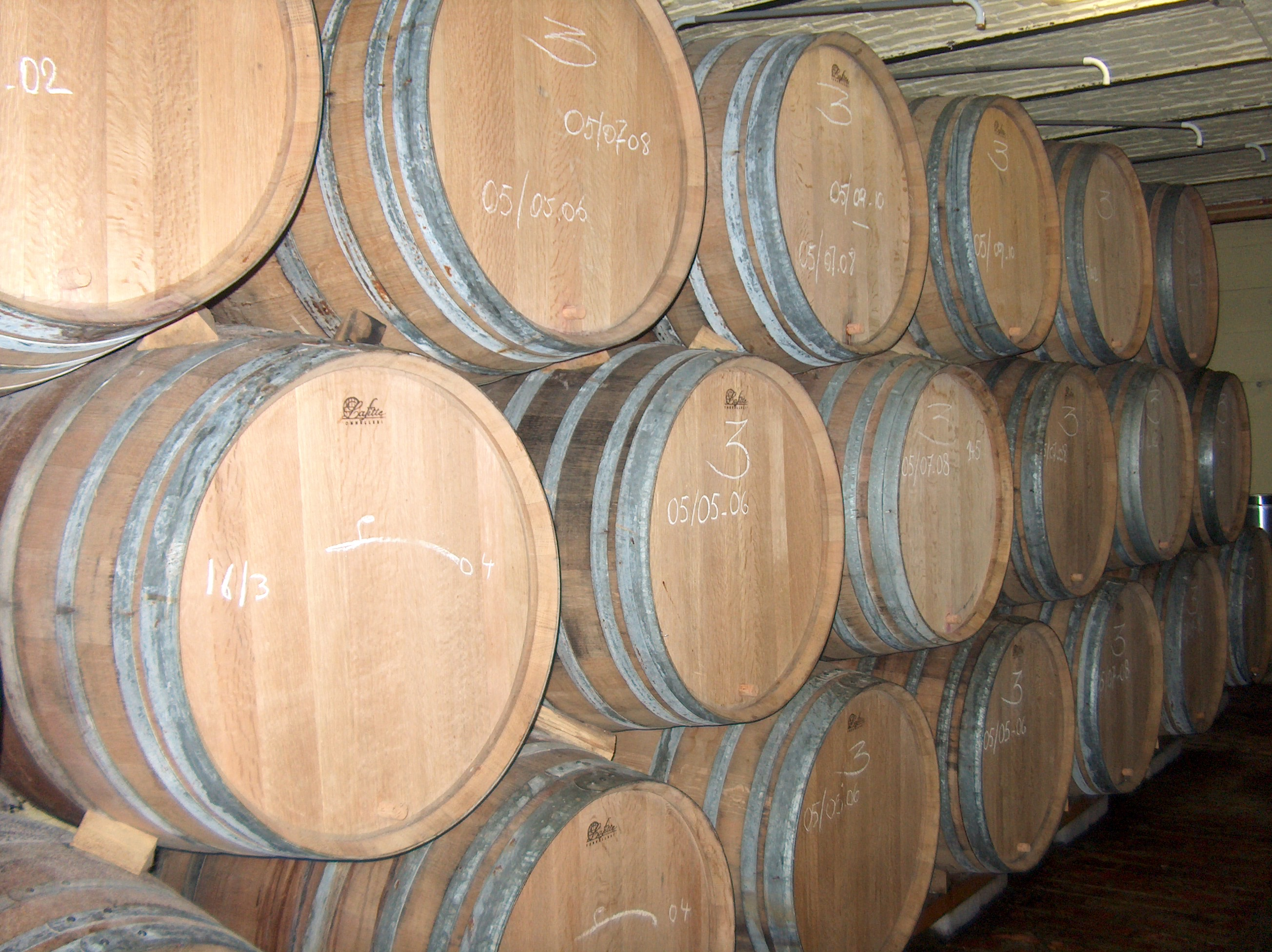
伝統的なランビックの樽

ランビックは、ベルギービールの一種。ベルギーの首都ブリュッセルの南西に位置するパヨッテンラント地域でのみ醸造される、特色のあるビールのスタイルである。
慎重に培養した醸造用酵母を使って発酵させるエールやラガーの製法と異なり、ランビックは自然発酵で造られる。自然発酵は、ブリュッセルを縦断するゼンネの谷に自然に生息すると言われている野生酵母とバクテリアにさらされることで起こる。この珍しい工程により、ドライで、ワインやシードルのようなわずかな酸味という特有のフレーバーがビールに加わる。

## 特徴
培養した酵母ではなく、醸造所の中や周辺に棲息する野生酵母を使って発酵させる。その酵母の種類は86種類にも及ぶ。野生酵母を用いることで、ビールの発酵に通常用いられる酵母では分解できないデキストリンまでもが分解されるため、3年後には糖分が全体の0.2%ほどになる。ランビックは、野生酵母によってもたらされる乳酸とフェノールを由来とする特徴を持つ。乳酸は酸味とタクアンに似た香りを、フェノールは天然皮革に似た香りをランビックに与える。
他の醸造所から野生酵母が既に入った麦汁を購入して醸造を行っている醸造所のことを「ブレンダー」と呼ぶ。なお、正式に「ランビック」と呼称することができるのは、パヨッテンラント地域やゼンネ川沿いにある醸造所だけである。
カンティヨン醸造所の例では、ランビックの仕込みは、夜間の外気が冷えて野生酵母が活発に働く10月下旬から翌年４月初めにかけて行われる。煮立てた麦汁を赤銅製の冷却プールに入れて外気に一晩晒すと、この地域の空気中にいる酵母が麦汁に降りて来る。こうして酵母を取り込んだ麦汁を木樽に移して、3年発酵させる。酵母が棲む環境を守るために殺虫剤などは使わず、醸造所に寄って来る蠅を捕食する蜘蛛の巣もそのままにしている。

## 歴史
ランビックは、16世紀にはブリュッセル近郊で醸造されていたといわれている。

## ランビックの種類
下記の大半は欧州連合（EU）の伝統的特産品保護の対象である。

### ランビック (pure)
純粋なランビック (Unblended lambic) は、濁っていて、無炭酸の酸味がある飲料である。樽出しで飲める所は数少ない。通常、3年熟成させる。ベルギー国外に輸出されているものでは、カンティヨンのグランクリュ・ブルオクセラという瓶詰めのものがある。

### グーズ (Gueze)
熟成期間1年の若いランビックと2年から3年熟成した古いランビックを混ぜて瓶詰めしたもの。若いランビックはまだ完全には発酵していないため、瓶内二次発酵 (いわゆるméthode champenoise) が起こり、炭酸ガスが発生する。約1年の再発酵でグーズになるが、瓶のままで10年から20年保存できる。名前は似ているが、ドイツのエールのスタイルであるゴーゼ(Gose)とは別物である。

### マールス (Mars)
マールスはランビックを造った後に造る薄いビール。現在では商業生産されていない。

### ファロ (Faro)
伝統的な製法では、醸造したての(ランビックとは限らない)はるかに薄いビールをランビックに加え、さらに黒砂糖(キャラメルまたは糖蜜を使用することもある)を加えた低アルコール分のビールであった。ハーブを加える場合もある。薄いビールまたは水を元々品質が劣るランビックに添加して製造するため、薄くて甘い、毎日飲める低価格なビールを造ることができた。このビールのあまりの後味の悪さを、フランスの詩人シャルル・ボードレールは「まるで一旦飲んでから排泄したものをもう一度飲んだような味」と評した。
元来、砂糖を加えるタイミングは飲む直前だったため、それによって炭酸やアルコール分が増えることはなかった。今日生産されているファロにも黒砂糖とランビックが使用されているが、その味は必ずしも軽いものではない。今のファロは瓶詰めされているが、瓶で二次発酵しないよう、熱処理がなされている。ファロを生産している醸造所にはカンティヨン、ブーン、リンデマンス、モール・スビットなどがある。

### クリーク (Kriek)
ランビックにクリークと呼ばれるサクランボの一種を加え、瓶内で二次発酵させたてできあがるのがクリーク（Kriek lambic）である。伝統的な製法のクリークはグーズのように辛口で酸味を持つものとなる。

### その他のフルーツ
クリーク以外にも、ラズベリー(フランボワーズ)、桃、クロスグリ(カシス)、ぶどう、苺の実やシロップをランビックに加える場合もある。ときには、りんご、バナナ、パイナップル、杏子、梅、ホロムイイチゴ、レモン、ブルーベリーが使用されることもある。フルーツを加えてビールは通常、瓶内で二次発酵させる。フルーツビールはベルギービールの中でもよく知られた部類であるが、すべてがランビックを使っているわけではない。また、近年になって発売されたフルーツのビールの中には天然の果物を実際には使用せず、人工甘味料によって甘味がつけられているものもある。

## 語源
ランビックという名前は、このビールが伝統的に生産されていたレンベーク(Lembeek)村の名前を由来とするなど、諸説がある。

## ベルギーでランビックを醸造している醸造所
- ベルビュー・ブルワリー (インベブ傘下)

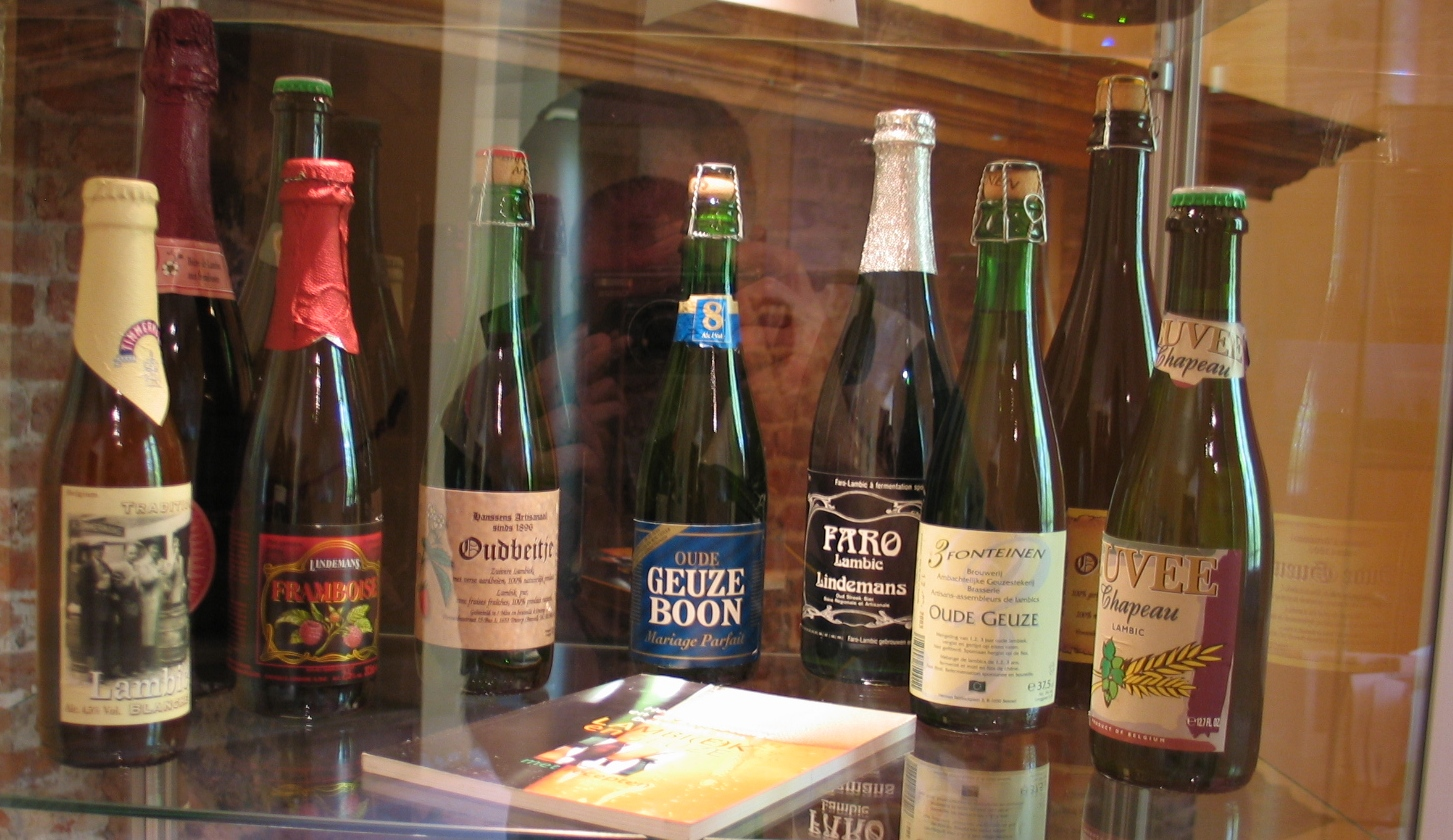
様々なランビック

- Boon Brewery（英語版） (タイプ：甘口、トラディショナル)
- Brasserie Cantillon（英語版） (タイプ：トラディショナル)
- De Keersmaeker（英語版） (Scottish & Newcastle（英語版）傘下、ブランド: Mort Subite。Gueuze Fondを除き甘口)
- De Troch（フランス語版）、ブランド：Chapeau Kriek (甘口)
- 3 Fonteinen（英語版） (トラディショナル)
- Girardin（英語版） (トラディショナル)
- Lindemans Brewery（英語版） (Cuvée Renéを除き甘口)
- Oud Beersel（英語版） (メーカー：Frank Boon（英語版）が近年再開) (トラディショナル)
- Timmermans（英語版） (甘口、トラディショナル)
- Van Honsebrouck（英語版） フルーツを加えたランビックのサン・ルイ(St. Louis)のシリーズを製造 (サン・ルイ・グーズ・フォン・トラディション(St. Louis Gueuze Fond Tradition)以外は加糖されている)

## ベルギーのランビックブレンダー
- De Cam（フランス語版） 1992年創業の比較的新しいブレンダー (Traditional)
- Hanssens（フランス語版） (Traditional)
- Tilquin（フランス語版） 2009年創業 (traditional)